# This Is It (canção)
"This Is It" é um single lançado pela Sony Music para a coletânea Michael Jackson's This Is It, do cantor Michael Jackson, com backing vocal do The Jacksons.
A canção foi escrita em 1983, em uma parceria de Jackson e Paul Anka. Em 2010, foi indicada ao Grammy de melhor performance vocal pop masculina, cuja exibição será no dia 13 de fevereiro de 2011.

## Lançamento
"This Is It" foi lançada no site oficial de Jackson no dia 12 de outubro de 2009, para promover a coletânea homônima lançada no dia 26 de outubro como trilha sonora do filme Michael Jackson's This Is It.

## Polêmica
This Is It gerou muita polêmica na semana de seu lançamento, a começar pela estratégia de segurança que a música sofreu: Para ser postada no site da gravadora, foi planejado um super esquema de segurança, que contou com um carro forte para o transporte da canção até a sede da Sony Music. Dias após sua divulgação, veio à tona um fato inesperado: A faixa não era necessariamente inédita, pois em 1991 foi lançada pela cantora Sa-Fire, além de que tratava-se de uma gravação caseira que Michael nunca planejou lançar. A Sony apenas a lançou porque, coincidentemente, continha o mesmo nome do filme sobre Jackson lançado àquele ano, sendo um diferencial para o álbum da trillha sonora.

## Videoclipe
No dia 27 de dezembro de 2009, um clipe da música produzido por Spike Lee foi lançado pelo site de vídeos You Tube. Nele, aparecem fotos e vídeos de Jackson desde pequeno, da época que integrava os Jackson 5 até a fase adulta. Em emissoras como MTV e VH1, foi executado raras vezes.

## Desempenho nas paradas musicais
Nos charts mundiais, a canção póstuma de Michael Jackson teve um desempenho satisfatório, principalmente pelo fato de não possuir um videoclipe lançado nos canais de música como VH1 e MTV. No Brasil, ela atingiu em sua terceira semana de lançamento a 14ª posição, o que foi seu pico no país.
| Paradas (2009)                                                | Melhor posição |
| ------------------------------------------------------------- | -------------- |
| Canadá - Canadian Hot 100                                     | 56             |
| Chéquia - Czech Airplay Chart                                 | 27             |
| Países Baixos - Dutch Top 40 Chart                            | 22             |
| Japão - Japan Hot 100                                         | 5              |
| Eslováquia - Slovakian Airplay Chart                          | 30             |
| Espanha - Spanish Singles Chart                               | 18             |
| Estados Unidos (Bubbling Under Hot 100 Singles)               | 18             |
| Estados Unidos - U.S. Billboard Hot Adult Contemporary Tracks | 18             |
| Estados Unidos - U.S. Billboard Hot R&B/Hip-Hop Songs         | 18             |